# Jorge Goeters
Jorge Goeters (Mexico-Stad, 26 juni 1970) is een Mexicaans autocoureur die anno 2010 in de NASCAR Corona Series rijdt, waar hij in 2005 kampioen werd.
In de laatste jaren reed hij ook een handvol races in de NASCAR Nextel Cup Series, de NASCAR Busch Series, de Champ Car, de A1GP en de Rolex Sports Car Series. Hij is het meest bekend voor de poleposition voor de eerste race in de Busch Series in Mexico-Stad.
Op 14 juni 2009 veroorzaakte hij een ongeluk op het Autódromo Miguel E. Abed (nabij Puebla) waar hij in de 97ste van 100 ronden Carlos Pardo aantikte, die hierbij de macht over het stuur verloor en met 200 km/h in de muur reed en overleed. Omdat de race de tijdslimiet al had overschreden, werd de stand van de 96ste ronde gebruikt, waardoor Pardo postuum tot winnaar werd uitgeroepen.

## Loopbaan
- 2005: Champ Car, team PKV Racing (1 race).
- 2007-08: A1GP, team A1 Team Mexico (2 races).

## A1GP resultaten
| Jaar    | Inschrijving   | 1       | 2       | 3       | 4       | 5       | 6       | 7       | 8       | 9       | 10      | 11      | 12      | 13      | 14      | 15      | 16      | 17         | 18         | 19      | 20      | Rang | Punten |
| ------- | -------------- | ------- | ------- | ------- | ------- | ------- | ------- | ------- | ------- | ------- | ------- | ------- | ------- | ------- | ------- | ------- | ------- | ---------- | ---------- | ------- | ------- | ---- | ------ |
| 2007-08 | A1 Team Mexico | NED SPR | NED FEA | CZE SPR | CZE FEA | MAL SPR | MAL FEA | ZHU SPR | ZHU FEA | NZL SPR | NZL FEA | AUS SPR | AUS FEA | RSA SPR | RSA FEA | MEX SPR | MEX FEA | SHA SPR 20 | SHA FEA 21 | GBR SPR | GBR FEA | 22   | 0      |